# ويندي لونغ
ويندي لونغ (بالإنجليزية: Wendy E. Long)‏ هي محامية أمريكية، ولدت في 21 يونيو 1960 في نيويورك في الولايات المتحدة.

## وصلات خارجية
- الموقع الرسمي
- ويندي لونغ على موقع إن إن دي بي (الإنجليزية)